# فنیل‌استیلن
فنیل‌استیلن (به انگلیسی: Phenylacetylene) با فرمول شیمیایی C۸H۶ یک ترکیب شیمیایی با شناسه پاب‌کم ۱۰۸۲۱ است. که جرم مولی آن ۱۰۲٫۱۳۳ g/mol می‌باشد. 